# Gravity (ER)
Gravity is de vierde aflevering van het veertiende seizoen van de televisieserie ER, die voor het eerst werd uitgezonden op 18 oktober 2007.

## Verhaal
Dr. Lockhart beleeft een van haar slechtere dagen nadat haar man dr. Kovac naar Kroatië is gegaan. Hun zoon Joe wordt binnengebracht op de SEH na een valpartij in een speeltuin en dr. Lockhart kan haar man niet bereiken. 
Het personeel krijgt van een dankbare patiënte de kans om een gratis schoonheidsbehandeling te ondergaan. Sommige gaan hier op in en dat geeft verbluffende resultaten. 
De SEH maakt kennis met een nieuwe baliemedewerker, Javier, en zijn manier van doen maakt veel indruk. 
Dr. Morris behandelt een kind dat 's nacht doodsbang is voor monsters en besluit hem te helpen met een placebomedicijn. 
Dr. Pratt merkt dat zijn halfbroer Chaz het zwaar te verduren heeft met zijn collega's nu het bekend is geworden dat hij homoseksueel is. Als een collega van Chaz hem een vervelende opmerking geeft grijpt dr. Pratt in om hem neer te slaan, dit wordt niet op prijs gesteld door Chaz. 
Dr. Moretti keert terug van een conferentie en dr. Rasgotra van haar ziekteverlof om weer te werken.

## Rolverdeling

### Hoofdrollen
- Maura Tierney - Dr. Abby Lockhart
- Mekhi Phifer - Dr. Gregory Pratt
- Parminder Nagra - Dr. Neela Rasgrota
- John Stamos - Dr. Tony Gates
- Scott Grimes - Dr. Archie Morris
- Stanley Tucci - Dr. Kevin Moretti
- Gil McKinney - Dr. Paul Grady
- Gina Ravera - Dr. Bettina DeJesus
- Linda Cardellini - verpleegster Samantha Taggart
- Laura Cerón - verpleegster Chuny Marquez
- Angel Laketa Moore - verpleegster Dawn Archer
- Sam Jones III - ambulancemedewerker Chaz Pratt
- Louie Liberti - ambulancemedewerker Bardelli
- Malaya Rivera Drew - Katey Alvaro
- Troy Evans - Frank Martin
- Jesse Borrego - Javier

### Gastrollen (selectie)
- Miles Heizer - Joshua Lipnicki
- Natacha Roi - Serena Lipnicki
- Sarah Jane Drummey - babysitter
- Stephanie Faracy - Angie
- Suzanne Krull - Mary Grant
- Michael Emanuel - Homer Grant
- Peter Rini - Zach Flaherty
- Sam Scarber - Willy Archibald
- Joseph Castanon - Reggie Santo